# Siły Zbrojne Kamerunu
Siły Zbrojne Kamerunu – struktura obronna tego kraju, apolityczna i poddana cywilnej kontroli. Liczy około 26 - 27 tysięcy żołnierzy, służących w Siłach Lądowych, Marynarce, Lotnictwie, Żandarmerii i Gwardii Prezydenckiej. Z powodów historycznych utrzymuje związki z Francją, co przejawia się w obecności w Kamerunie doradców wojskowych pochodzących z tego kraju. Służba w Siłach Zbrojnych jest ochotnicza.

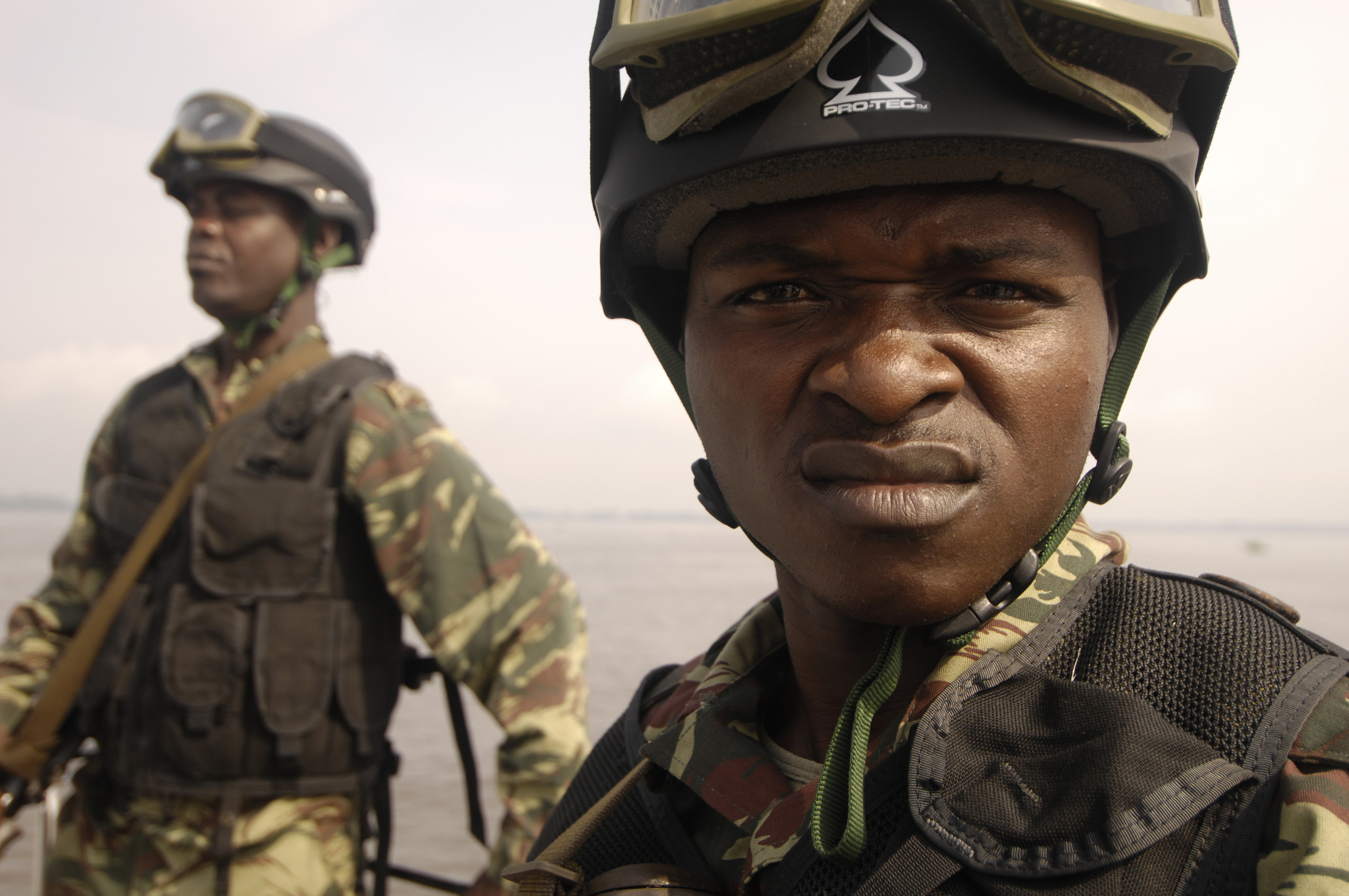
Żołnierze Sił Zbrojnych Kamerunu

Wojska kameruńskie w 2014 roku liczyły 14 tys. żołnierzy zawodowych oraz 10 tys. rezerwistów. Według rankingu Global Firepower (2014) kameruńskie siły zbrojne stanowią 97. siłę militarną na świecie, z rocznym budżetem na cele obronne w wysokości 370 mln dolarów (USD).

## Statystyki
Liczba osób w wieku poborowym:

mężczyźni w wieku 15-49:
4 321 175  (2008)
Liczba osób zdolnych do służby wojskowej:

mężczyźni w wieku 15-49:
2 567 428  (2008)
Liczba osób osiągających rokrocznie wiek poborowy:

mężczyźni:
212 205   (2008)
Budżet - w dolarach: około $155 milionów 
Budżet - w procentach PKB: 1.3% (2006)
Ogólna liczebność Sił Zbrojnych Kamerunu wynosi 22 100 żołnierzy i oficerów, w tym: Wojska Lądowe 11 500, Marynarka Wojenna 1300, Siły Powietrzne 300, Żandarmeria Wojskowa 9000.
Budżet Ministerstwa Obrony Kamerunu na rok 2001 wynosił 160 milionów USD (155 mln USD w 2000). W roku 1999 wydatki na wojsko i siły bezpieczeństwa wynosiły 156 milionów USD, czyli 1,5% GDP. 

## Dowodzenie i rozmieszczenie
Naczelnym dowódcą Sił Zbrojnych Kamerunu jest urzędujący prezydent, który sprawuje bezpośrednią i codzienną kontrolę nad nimi. Wojska lądowe są rozmieszczone w bazach ośmiu okręgów wojskowych Kamerunu. Podział na okręgi wojskowe odpowiada podziałowi administracyjnemu kraju. Bazy wojsk lądowych znajdują się w pobliżu miast będących ośrodkami administracyjnymi prowincji pogranicznych. Bazy lotnictwa wojskowego mieszczą się w miastach Batouri, Douala, Garouda i Jaunde. Bazy Marynarki Wojennej znajdują się w Douala – naczelne dowództwo (HQ), Kribi i Limbe.

## Struktura

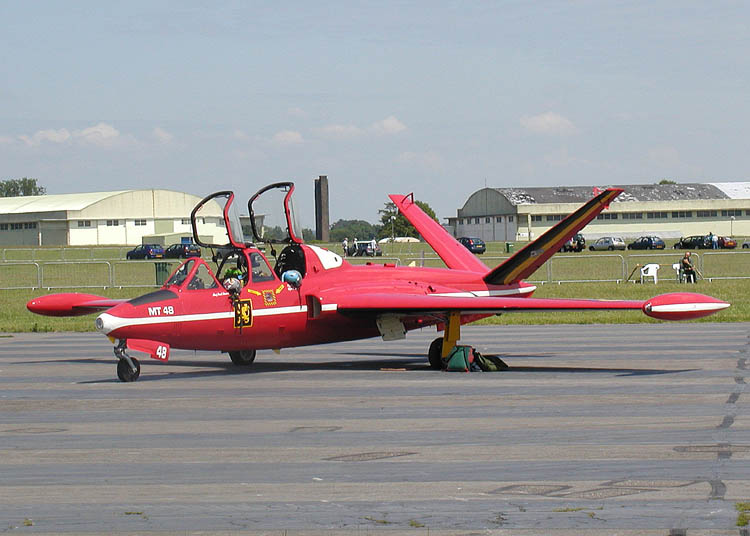
Samolot Fouga CM 170

Ordre de Bataille przedstawia się następująco:
Armia Polowa (HQ Jaunde):
- 1 batalion Gwardii Prezydenckiej
- 1 batalion gwardii
- 1 pancerny batalion rozpoznawczy
- 1 batalion powietrznodesantowy
- 1 batalion artylerii
- 5 batalionów piechoty
- 1 batalion artylerii przeciwlotniczej
- 1 batalion saperów
- 1 batalion treningowy
- centrum logistyczne Jaunde

Obok trzech broni (Wojska Lądowe, Siły Powietrzne i Marynarka Wojenna) w skład Sił Zbrojnych wchodzą oddziały Żandarmerii Wojskowej, która podlega bezpośrednio prezydentowi. Oddziały żandarmerii rozmieszczone są we wszystkich ośrodkach administracji państwowej i dysponują bronią lekką oraz lekkimi pojazdami opancerzonymi.
Szkolenie pododdziałów jest prowadzone przez francuskich instruktorów, a oficerowie pobierają naukę w różnych szkołach wojskowych wszystkich szczebli we Francji.

## Uzbrojenie (2001)

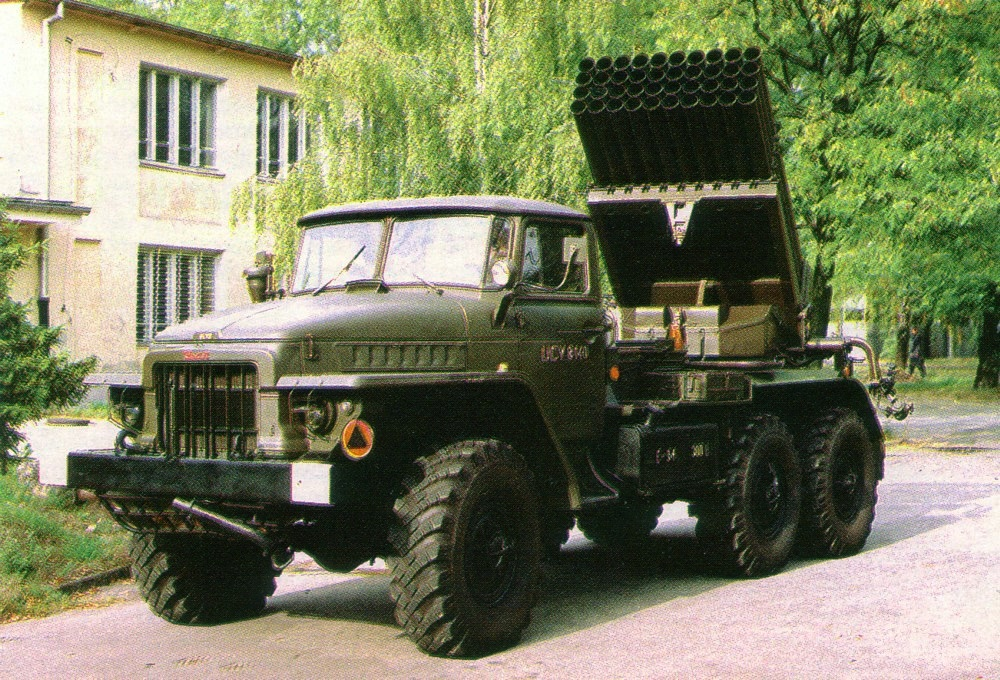
Wyrzutnia pocisków niekierowanych BM-21

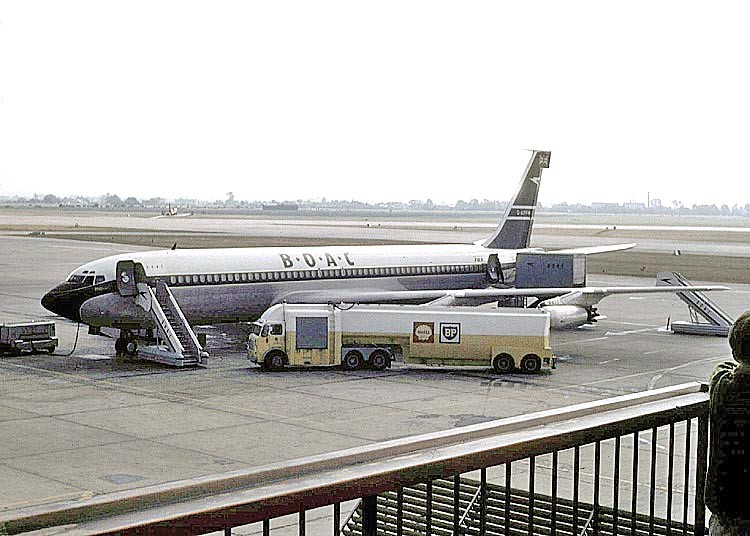
Samolot Boeing 707

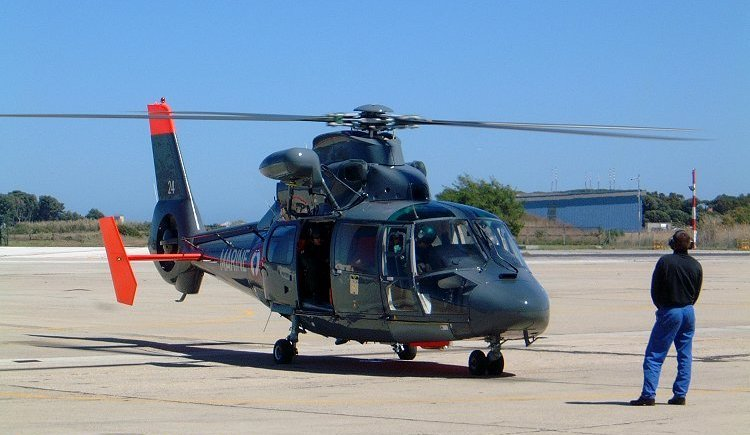
Lekki helikopter transportowy Dauphin 365

- Armia

M-8 Recce – 8
V-150 – 8
VBL – 5
V-150 Commando AIFV – 14
V-150 Commando APC – 21
M-3 Halftrack – 12
M-116 pack Towed Artillery – 6
M-101 – 16
Type-59 – 12
BM-21 MRL 122 mm – 20
Brandt Mortar 120 mm – 16
Milan ATGW
LRAC RL 89 mm
PRC Type-52 RCL 57 mm – 13
M-40A2 RCL 106 mm – 40
PRC Type-58 AD Gun – 18
GDF-002 – 18
PRC Type-63 – 18
- Marynarka

Bakassi (Fr P-48) PCC – 1
L’Audacieux (Fr P-48) – 1
Quartier PCI – 1
- Lotnictwo

CM-170 FGA – 5
MB-326 – 6
Do-128D-6 MR – 2
SA-342L (z HOT) helikoptery bojowe – 4
C-130H/-H-30 – 3
DHC-4 – 1
DHC-5D – 4
IAI-201 – 1
PA-23 – 2
Gulfstream III – 1
Do-128 – 1
Boeing 707 – 1 (samolot transportowy)
Bell 206 – 3
SE-3131 – 3
SA-318 – 1
SA-319 – 3
AS-332 – 2
SA-365 – 1 (helikopter transportowy)